# Бертен де Во, Огюст
Огюст Бертен де Во (фр. Auguste Bertin de Veaux; 26 мая 1799, Париж — 3 сентября 1879, Вильпрё) — французский военачальник и сенатор.

## Биография

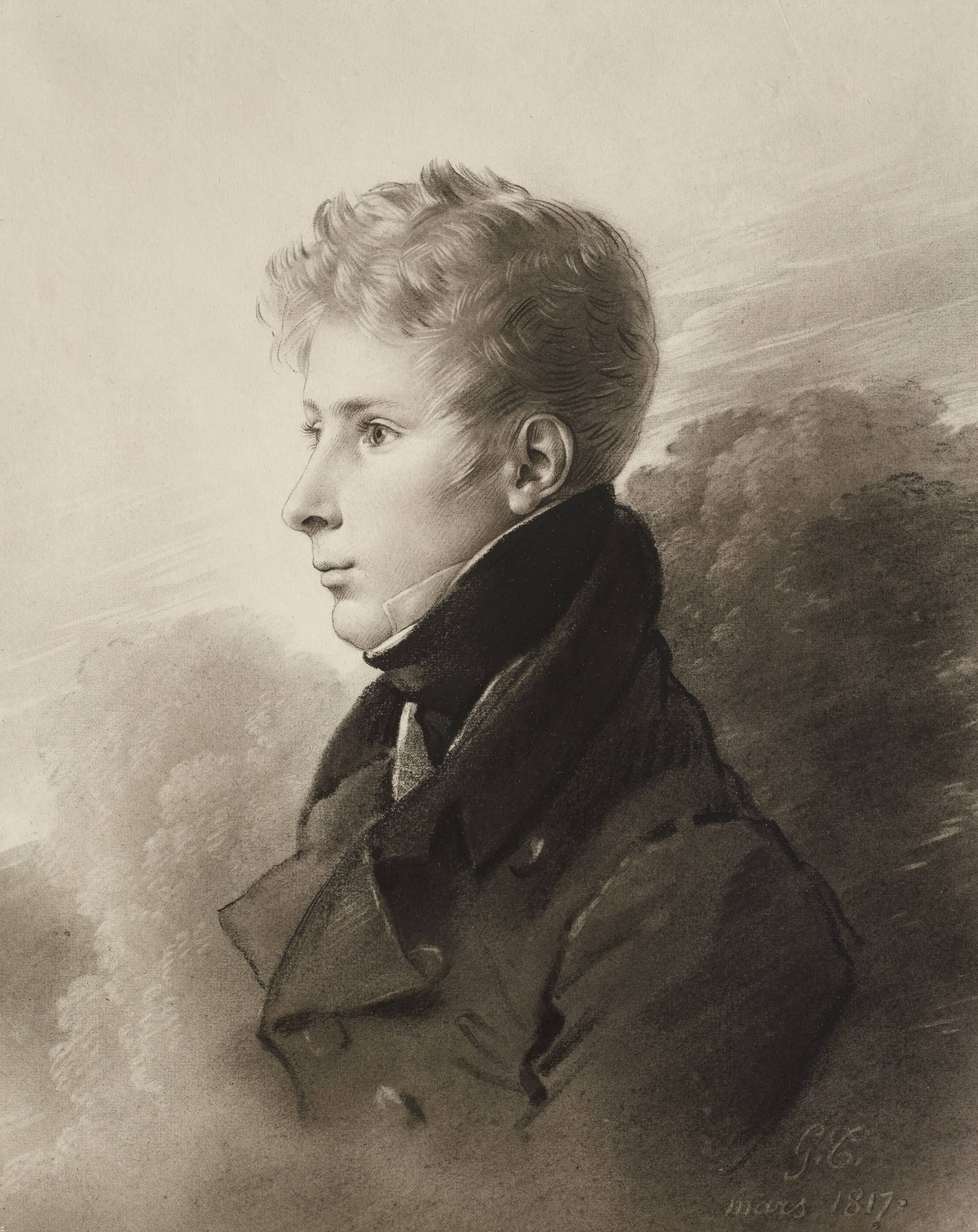
Портрет Огюста Бертена де Во в 18-летнем возрасте. Художник Анн-Луи Жироде-Триозон.

Родился в 1799 году в Париже. Сын журналиста Луи Франсуа Бертена де Во. 
В годы Второй Реставрации служил офицером во французской кавалерии и был адъютантом герцога Орлеанского (будущего короля Луи-Филиппа).
После воцарения последнего, сделал успешную политическую карьеру. В 1837—42 годах заседал в палате депутатов (нижней палате французского парламента) от департамента Сена и Уаза, а в 1845—48 годах являлся пэром Франции (сенатором — членом верхней палаты парламента). 
После революции 1848 года вернулся в армию, на тот момент имея чин полковника. В 1852 году получил чин бригадного генерала, в 1861 году — дивизионного генерала. 
Его дочь вышла замуж за французского дипломата Альфонса де Райневаля.
Владел шато (усадьбой) в окрестностях Версаля, которое было известно своей коллекцией живописи и антиквариата. Шато находилось во владении наследников до 2010-х годов, после чего они вынуждены были продать дом и распродать коллекцию с аукциона. 
Похоронен на кладбище Пер-Лашез (49-й дивизион).